# Ботіївська ВЕС
Ботіївська вітрова електростанція — найбільша вітрова електростанція України, яка розташована поблизу села Приморський Посад Мелітопольського району Запорізької області.
Встановлена потужність Ботіївської ВЕС становить 200 МВт, будівництво здійснено у дві черги: в грудні 2012 року було запущено 30 агрегатів, у квітні 2014 року — ще 35. Середньорічна генерація очікується на рівні 686 млн кВт·год електроенергії щорічно. У 2014 році станція згенерувала 652 млн кВт·год.
Станція забезпечує електроенергією південь Запорізької області, а раніше — також частину Криму до його анексії.
Ботіївська ВЕС управляється компанією «Вінд Пауер», яка є дочірнім підрозділом приватного енергетичного холдингу ДТЕК, що входить до складу фінансово-промислової групи «Систем кепітал менеджмент».
На момент введення в експлуатацію Ботіївська ВЕС входила до п'ятірки найбільших вітроелектростанцій Центральної та Східної Європи.

## Початок проєкту
У 2008 році була розроблена та затверджена концепція розвитку бізнесу ДТЕК у галузі вітроенергетики, а вже 16 жовтня 2008 року утворена дочірня компанія «Вінд Пауер», яка розвиває вітроенергетичний бізнес ДТЕК.
На початку 2009 року «Вінд Пауер» почав аналіз перспективних майданчиків для розміщення станцій, при цьому як основні регіони для розгортання портфеля проектів розглядалися АР Крим та Приазов'я. Незважаючи на більш високий вітропотенціал в АР Крим, на той момент не менш 7 проектів-конкурентів вже пробували запустити проекти ВЕС на півострові, але помітно не просунулися в цьому напрямку. Водночас очевидними плюсами Приазов'я є розвинена мережа ЛЕП і значний вітряний потенціал.
Моніторинг вітру проводився на території Азовського узбережжя Запорізької та Донецької областей. За даними трирічних спостережень середня швидкість на майданчику Ботіївської ВЕС на висоті 70 м склала 7,3—7,7 м/c. Серед майданчиків, на яких проводився вітромоніторинг, Ботієвський був визначений як найбільш перспективний, в результаті чого було прийнято рішення про будівництво в цьому районі пілотного проєкту.
Ботіївська ВЕС — перша станція вітропарку «ДТЕК Приазовський», загальна проєктна потужність якого становитиме 550 МВт.

## Підготовка до будівництва
З метою врахування думки місцевої громади у 2010 році були проведені громадські слухання для мешканців с. Ботієве та с. Приморський Посад, в результаті яких компанія «Вінд Пауер» взяла на себе додаткові соціальні зобов'язання.
Перед будівництвом перевірку на наявність вибухонебезпечних матеріалів часів Другої світової війни здійснювали фахівці МНС. Незважаючи на обґрунтовані підозри, нічого небезпечного для будівництва виявлено не було.
Фахівці орнітологічної станції, яка входить в міжнародну асоціацію та проводить дослідження за європейськими методиками, проводили річний моніторинг переміщення птахів в регіоні. За результатами спостережень зроблено висновок про мінімальний вплив вітроустановок на птахів і кажанів. У 2013 році «Вінд Пауер» завершив дослідження впливу Ботіївської вітроелектростанції на птахів і кажанів, підтвердивши безпеку сучасних вітротурбін для їх життєдіяльності. Вплив вітротурбін Ботієвської ВЕС на птахів і тварин, згідно з даними цілорічного моніторингу, оцінено як низький. Екологи застосували комплексний підхід для оцінки усіх чинників впливу на природу.
У рамках підготовки до проєкту у 2012 році було залучено 107 млн євро для будівництва першої черги станції. Пізніше для будівництва другої черги було залучено ще 138 млн євро, організаторами кредиту строком на 10 років виступили LandesBank Berlin і данське державне експортно-кредитне агентство EKF.

## Будівництво
Будівництво Ботіївської ВЕС розпочато в липні 2011 року, а вже 4 жовтня 2012 року відбувся офіційний запуск перших турбін.
Виробником вітряних турбін для Ботіївської ВЕС є Vestas Deutschland, німецький підрозділ данської компанії Vestas Wind Systems AS. Кожна з 65 вітряних турбін Vestas V-112 складається з 11 основних компонентів. Довжина найбільшого компонента — лопаті — становить 55 метрів при вазі 12 тонн, висота вежі — 94 метри, а загальна висота конструкції — 149 метрів. Площа поверхні, яку описують лопаті турбіни, становить майже 1 гектар. Сумарна вага агрегату без фундаменту становить 400 тонн, вага найважчої частини — нижньої секції башти — 78 тонн. Лопать здійснює до 13 оборотів щохвилини.
Вітротурбіни транспортувалися морем з німецького порту Браке в порт Маріуполя, звідти автотранспортом перевозилися до місця установки. На монтаж та установку одного вітряка витрачалися близько трьох днів. Фундамент кожного вітрогенератора укріплений залізобетонними палями діаметром 1.2 м, які забиті на глибину до 28 метрів. Вежа всередині порожня, в ній знаходяться сходи і ліфт.
Високовольтне обладнання, у тому числі чотири модульні підстанції 10 і 35 кВ, комутаційні елегазові комірки типу PASS 170 кВ, загальностанційний пульт управління, а також релейний захист для станції, було поставлено українським підрозділом міжнародної компанії ABB Group. Це обладнання дозволило видавати потужність станції в мережі ВАТ «Запоріжжяобленерго [Архівовано 6 грудня 2018 у Wayback Machine.]».
Будівництво станції на умовах генерального підряду забезпечувала компанія «Віра», проектування — «Донтехпром». Загальний обсяг інвестицій в станцію склав близько 339 млн євро.

## Експлуатація
Перша електроенергія Ботіївської ВЕС поступила в ОЕС України наприкінці 2012 року, проте за «зеленим» тарифом станція почала продавати тільки з 2013 року
Начальником Ботіївської ВЕС є Геннадій Жуков, персонал станції становить 15 осіб.
Адміністрація ВЕС розташовується в диспетчерській в селі Приморський Посад. Планується, що з диспетчерської Ботіївської ВЕС буде здійснюватися управління Приморської і Бердянської ВЕС — наступними станціями вітропарку «ДТЕК Приазовський».
Екологія
Екологічний ефект роботи Ботіївської ВЕС еквівалентний скороченню викидів в атмосферу 730 тис. т вуглекислого газу щорічно.
З січня 2013 року за участю громадської екологічної організації «Лагуна» проводився річний моніторинг впливу Ботіївської ВЕС на птахів і кажанів. Вплив вітротурбін Ботієвської ВЕС на птахів і тварин оцінено як низький. Крім території Ботіївської ВЕС проаналізовано ситуацію на прилеглих ділянках, розташованих в 3—7 км, де зафіксовано відсутність негативного впливу на птахів і рукокрилих як у період будівництва другої черги, так і під час експлуатації станції. Дослідження показали, що рівень шуму, інфразвуку, електромагнітного випромінювання біля основи вітротурбін, на відстані 10 метрів і 500 метрів, на робочих місцях персоналу станції знаходиться в межах допустимих значень.